# Champlost
Champlost là một xã của Pháp,tọa lạc ở tỉnh Yonne trong vùng Bourgogne.
Xã này gồm có các làng: Boudernault, Chatton, Prunelles, Vachy, Vaudupuits.

## Hành chính
| Danh sách các thị trưởng               |           |                        |      |         |
| Giai đoạn                              | Giai đoạn | Tên                    | Đảng | Tư cách |
| 1995                                   | Mars 2001 | Michel Delagneau       | CPNT |         |
| Tháng 3 năm 2001                       | Mars 2008 | Michel Delagneau       | CPNT |         |
| Mars 2008                              | Mars 2014 | Daniel Breuille-Martin |      |         |
| Tất cả các dữ liệu trước đây không rõ. |           |                        |      |         |

## Thông tin nhân khẩu
| Năm | 1962 | 1968 | 1975 | 1982 | 1990 | 1999 |
| --- | ---- | ---- | ---- | ---- | ---- | ---- |
| Dân số | 657  | 685  | 670  | 698  | 733  | 766  |
| From the year 1962 on: No double counting—residents of multiple communes (e.g. students and military personnel) are counted only once. |      |      |      |      |      |      |